# Сусак (острів)
Сусак (хорв. Susak, італ. Sansego) — невеликий піщаний острів на півночі Адріатичного узбережжя Хорватії, належить до Приморсько-Горанської жупанії. Назва Sansego походить від грецького слова Sansegus, що значить орегано, яке масово вирощують на острові. На острові все ще проживає невеликий процент аборигенів і це місце стає все популярнішим серед туристів, особливо в літні місяці. Багато людей із Сусака зараз живуть в США.